# Julia Ituma
Julia Ituma (ur. 8 października 2004 w Mediolanie, zm. 13 kwietnia 2023 w Stambule) – włoska siatkarka pochodzenia nigeryjskiego, reprezentantka Włoch kadetek i juniorek, grająca na pozycji atakującej. 
Julia Ituma wypadła w nocy z 12 na 13 kwietnia 2023 roku z okna pokoju hotelowego w Stambule, który
znajdował się na 6. piętrze, gdzie zawodniczki Igor Gorgonzola Novara przebywały po meczu półfinałowym Ligi Mistrzyń z Eczacıbaşı Stambuł.
Dorastała w rejonie Bovisasca, na północnych obrzeżach Mediolanu. Mieszkała z rodzicami, starszą siostrą Vanessą i młodszym, 15-letnim bratem. Już jako mała dziewczynka wykazywała się dużymi zdolnościami sportowymi. Pomagały jej również fizyczne atrybuty - była bardzo  wysoka jak na swój wiek. Początkowo trenowała koszykówkę, ale szybko porzuciła ją na rzecz siatkówki. Pierwsze nauki pobierała w parafialnym klubie sportowym San Filippo Neri. W siatkówkę zaczęła grać w wieku 11 lat. Po gimnazjum dostała się do liceum naukowego Ettore Conti w Mediolanie, do którego uczęszczała do zeszłego roku. W wieku 14 lat przeniosła się do drużyny Club Italia.
Jej idolem i wzorem do naśladowania był kubański środkowy, Roberlandy Simón Aties.

## Sukcesy reprezentacyjne
Mistrzostwa Świata Juniorek:
- 2021

Mistrzostwa Świata Kadetek:
- 2021

Olimpijski Festiwal Młodzieży Europy Kadetek:
- 2022

Mistrzostwa Europy Kadetek:
- 2022[8]

## Nagrody indywidualne
- 2021: Najlepsza przyjmująca Mistrzostw Świata Kadetek
- 2022: MVP Mistrzostw Europy Kadetek[9]